# PaTreVe

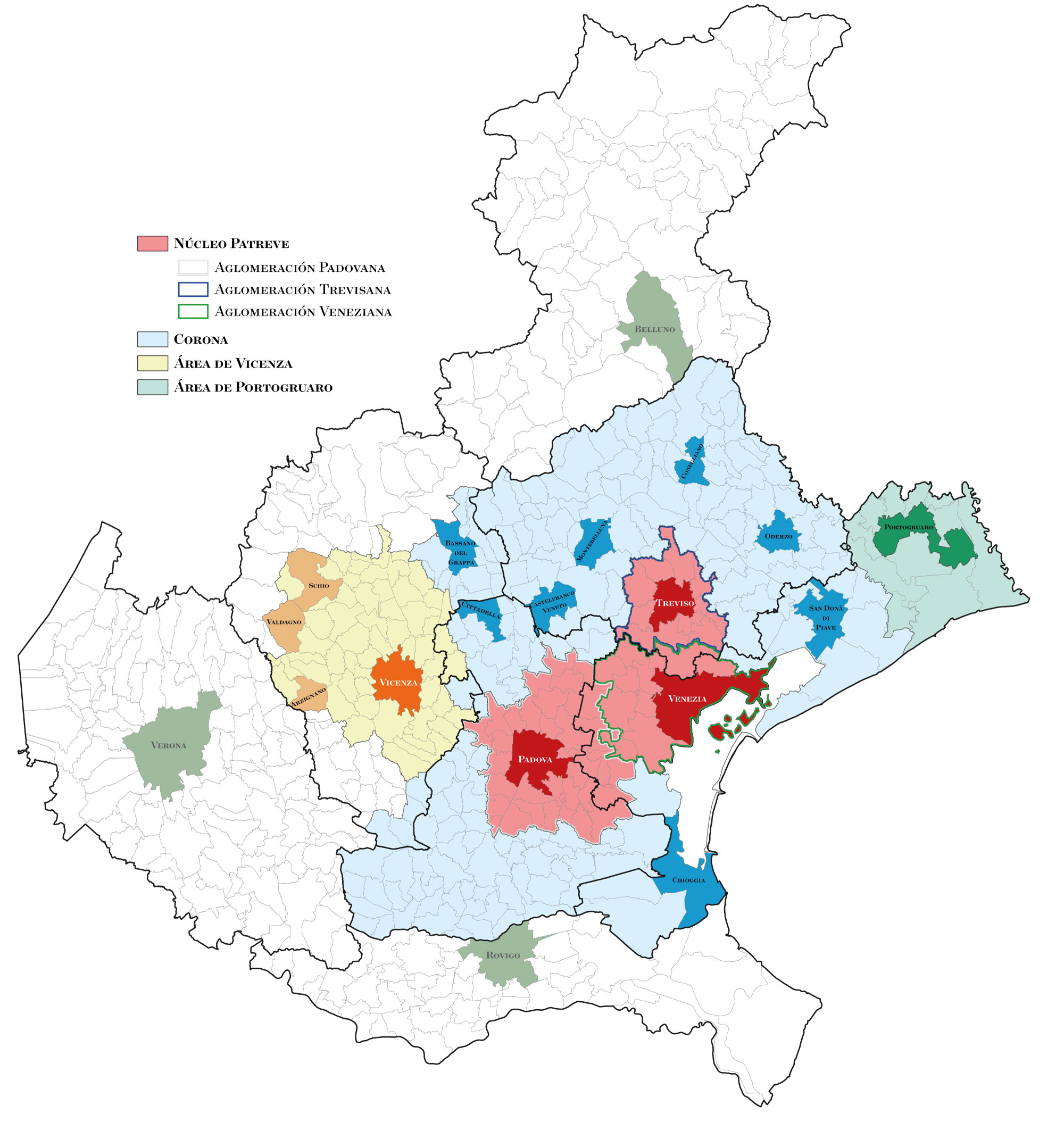
Área Metropolitana de Patreve

Con el nombre PaTreVe se conoce al área metropolitana compuesta por las ciudades de Padua, Treviso y Venecia y su entorno, en el Véneto al noreste de Italia. Esta conglomeración está compuesta por las tres capitales y 240 municipios más, con una población total aproximada de más de 2 700 000 de habitantes concentrada en unos 6 500 km².
Actualmente a pesar de formar un único sujeto urbano, no cuenta con una única administración que la gestione, quedando esta delegada en el gobierno de la región y los planes especiales de las tres ciudades.
|                            | Habitantes |
| -------------------------- | ---------- |
| Aglomeración Padovana      | 645 888    |
| Padua (ciudad)             | 211 316    |
| Albignasego                | 26 278     |
| Vigonza                    | 23 035     |
| Selvazzano Dentro          | 22 964     |
| Abano Terme                | 20 265     |
| Piove di Sacco             | 20 086     |
| Aglomeración Trevisana     | 226 545    |
| Treviso (ciudad)           | 84 999     |
| Paese                      | 22 068     |
| Aglomeración Veneciana     | 483 058    |
| Venecia (ciudad)           | 259 297    |
| Mira                       | 38 421     |
| Spinea                     | 27 984     |
| Mogliano Veneto            | 27 768     |
| Mirano                     | 27 350     |
| Martellago                 | 21 559     |
| Corona metropolitana Norte | 1 077 769  |
| Bassano del Grappa         | 42 871     |
| San Donà di Piave          | 41 843     |
| Conegliano                 | 35 231     |
| Castelfranco Veneto        | 33 507     |
| Montebelluna               | 31 380     |
| Vittorio Veneto            | 28 148     |
| Jesolo                     | 26 563     |
| Oderzo                     | 20 659     |
| Cittadella                 | 20 161     |
| Corona metropolitana Sur   | 315 160    |
| Chioggia                   | 49 259     |
| Monselice                  | 17 501     |
| Este                       | 16 280     |
| TOTAL                      | 2 748 420  |

## Categorías
- Datos: Q17047807